# العلاقات التوغوية الجامايكية
العلاقات التوغولية الجامايكية هي العلاقات الثنائية التي تجمع بين توغو وجامايكا.

## مقارنة بين البلدين
هذه مقارنة عامة ومرجعية للدولتين:
| وجه المقارنة                                              | توغو            | جامايكا       |
| --------------------------------------------------------- | --------------- | ------------- |
| المساحة (كم2)                                             | 56.78 ألف       | 10.99 ألف     |
| عدد السكان (نسمة)                                         | 7.80 مليون      | 2.95 مليون    |
| الكثافة السكانية (ن./كم²)                                 | 137.37          | 268.43        |
| العاصمة                                                   | لومي            | كينغستون      |
| اللغة الرسمية                                             | لغة فرنسية      | لغة إنجليزية  |
| العملة                                                    | فرنك غرب أفريقي | دولار جامايكي |
| الناتج المحلي الإجمالي (بليون دولار)                      | 4.81 مليار      | 14.77 مليار   |
| الناتج المحلي الإجمالي (تعادل القوة الشرائية) بليون دولار | 10.67 مليار     | 24.79 مليار   |
| الناتج المحلي الإجمالي الاسمي للفرد دولار أمريكي          | 559             | 5.23 ألف      |
| الناتج المحلي الإجمالي للفرد دولار أمريكي                 | 1.43 ألف        | 8.88 ألف      |
| مؤشر التنمية البشرية                                      | 0.484           | 0.719         |
| رمز المكالمات الدولي                                      | +228            | +1876         |
| رمز الإنترنت                                              | .tg             | .jm           |
| المنطقة الزمنية                                           | 00              | 00            |

## منظمات دولية مشتركة
يشترك البلدان في عضوية مجموعة من المنظمات الدولية، منها:
| علم المنظمة | اسم المنظمة                                                | تاريخ انضمام توغو | تاريخ انضمام جامايكا |
| ----------- | ---------------------------------------------------------- | ----------------- | -------------------- |
|             | يونسكو                                                     | 17 نوفمبر 1960    | 7 نوفمبر 1962        |
|             | وكالة ضمان الاستثمار متعدد الأطراف                         | 15 أبريل 1988     | 12 أبريل 1988        |
|             | الأمم المتحدة                                              | 20 سبتمبر 1960    | 18 سبتمبر 1962       |
|             | العملية المشتركة للاتحاد الأفريقي والأمم المتحدة في دارفور | ?                 | ?                    |
|             | مجموعة دول أفريقيا والكاريبي والمحيط الهادئ                | ?                 | ?                    |
|             | الاتحاد البريدي العالمي                                    | ?                 | ?                    |
|             | البنك الدولي للإنشاء والتعمير                              | 1 أغسطس 1962      | 21 فبراير 1963       |
|             | الاتحاد الدولي للاتصالات                                   | 14 سبتمبر 1961    | 18 فبراير 1963       |
|             | منظمة حظر الأسلحة الكيميائية                               | ?                 | ?                    |
|             | مؤسسة التمويل الدولية                                      | 4 سبتمبر 1962     | 31 مارس 1964         |
|             | المركز الدولي لتسوية المنازعات الاستشارية                  | 10 سبتمبر 1967    | 14 أكتوبر 1966       |
|             | منظمة التجارة العالمية                                     | ?                 | ?                    |
|             | منظمة الشرطة الجنائية الدولية                              | ?                 | ?                    |

## وصلات خارجية
- موقع وزارة الخارجية الجامايكية